# Horné Plachtince
Horné Plachtince é um município da Eslováquia, situado no distrito de Veľký Krtíš, na região de Banská Bystrica. Tem 10,53 km² de área e sua população em 2018 foi estimada em 205 habitantes.

## Demografia
| Ano:        | 1994 | 2004    | 2014   | 2024   |
| ----------- | ---- | ------- | ------ | ------ |
| Broj ljudi: | 216  | 193     | 210    | 209    |
| Razlika:    |      | -10,64% | +8,80% | -0,47% |

| Ano:               | 2023 | 2024   |
| ------------------ | ---- | ------ |
| Número de pessoas: | 208  | 209    |
| Diferença:         |      | +0,48% |